# 세라 드루
세라 드루(Sarah Drew, 1980년 10월 2일 ~ )는 미국의 배우이다.

## 출연 작품
- 코호트 오브 게스트 (2019)
- 인디비지블 (2018)
- 그레이 아나토미 시즌11 (2014)
- 맘스 나이트 아웃 (2014)
- 그레이 아나토미 시즌10 (2013)
- 그레이 아나토미 시즌9 (2012)
- 그레이 아나토미 시즌8 (2011)
- 그레이 아나토미 시즌7 (2010)
- 그레이 아나토미 시즌6 (2009)
- 매드 맨 2 (2008)
- 위너스 (2008)
- 프라이빗 프랙티스 (2007)
- 아메리칸 패스타임 (2007)
- 고스트 앤 크라임 (2005)
- 라디오 (2003)
- 에버우드 (2002)
- 다리아 (1997)